# Cecil Yates
Cecil Yates (Thurber, Texas, 18 de maig de 1912 - Buckeye, Arizona, març de 1987) fou un ciclista estatunidenc, professional des del 1934 fins al 1949. Va destacar en les curses de sis dies on va aconseguir 16 victòries en 57 participacions.
Durant la Segona Guerra Mundial va estar allistat a les forces aèries dels Estats Units.

## Palmarès
- 1934
  - 1r als Sis dies de Vancouver (amb Eddy Testa)
- 1935
  - 1r als Sis dies de Louisville (amb Jack Gabell)
  - 1r als Sis dies de Detroit (amb Robert Vermeersch)
- 1936
  - 1r als Sis dies de San Francisco (amb Henry O'Brien)
  - 1r als Sis dies de Des Moines (amb Freddy Zach)
- 1937
  - 1r als Sis dies de San Francisco (amb Jerry Rodman)
  - 1r als Sis dies d'Oakland (amb George Dempsey)
- 1939
  - 1r als Sis dies de Buffalo (amb Gustav Kilian)
  - 1r als Sis dies de Nova York (amb Cesare Moretti Jr)
- 1940
  - 1r als Sis dies de Buffalo (amb Heinz Vopel)
  - 1r als Sis dies de Mont-real (amb Angelo de Bacco)
  - 1r als Sis dies de Chicago (amb William Peden)
- 1942
  - 1r als Sis dies de Milwaukee (amb Jules Audy)
  - 1r als Sis dies de Chicago (amb Douglas Peden)
- 1948
  - 1r als Sis dies de Winnipeg (amb Charles Bergna)
- 1949
  - 1r als Sis dies de Cleveland (amb Charles Bergna)